# Morfars resa
Morfars resa är en svensk film från 1993 i regi av Staffan Lamm och med manus av Lamm och Lars Forssell. I rollerna ses bland andra Max von Sydow, Mai Zetterling och Marika Lagercrantz.

## Om filmen
Inspelningen ägde rum mellan december 1991 och januari 1992 i Tyskland, t.ex. i Berlin, med Ole Søndberg och Søren Stærmose som producenter. Fotograf var Esa Vuorinen och kompositör Wlodek Gulgowski. Filmen premiärvisades den 29 januari 1993 på biograf Saga och har senare även visats vid två tillfällen i Sveriges Television.
Filmen var Lamms debut som långsfilmsregissör och filmen var till viss del självbiografisk och en betraktelse över regissörens egen morfar, litteraturprofessorn Martin Lamm.
För sina insatser i filmen nominerades Lagercrantz till en Guldbagge 1994 i kategorin "bästa skådespelerska".

## Rollista
- Max von Sydow – Simon Fromm
- Mai Zetterling – Elin Fromm
- Marika Lagercrantz – Karin
- Carl Svensson	– Göran
- Ina Miriam Rosenbaum – Vera
- Sharon Brauner – Sara
- Hagen Mueller-Stahl – doktor Bratt
- Bernhard Heinrich Herzog – student
- Svante Weyler – posttjänsteman
- Annmari Kastrup – Astrid
- Christa Pasemann – tågkonduktör
- Achim Wolff – stationsföreståndare
- Oliver Marlo – flykting
- Thorsten Wollesen – Hasse
- Trolle Carlsson – Görans röst